# Арев (персоніфікація Сонця)
Арев (вірм. Արև) — у вірменській міфології персоніфікація Сонця, прояв солярного культу у древніх вірменів.
Арев найчастіше зображується в образі хлопця, що випромінює світло. Рідше зображується як колесо, що також випромінює сонячне світло. У переносному значенні Арев позначає життя (вірм. Կյանք).